# Blatnica (Štefanje)
Blatnica is een plaats in de gemeente Štefanje in de Kroatische provincie Bjelovar-Bilogora. De plaats telt 148 inwoners (2001).